# Isaac-Etienne Chomel
Isaac-Etienne Chomel, né le 7 janvier 1796 à Genève et mort le 31 mai 1871 à Genève, en Suisse, est un enseignant et un premier directeur suisse sourd.

## Biographie
Isaac-Etienne Chomel est né le 7 janvier 1796 à Genève au Suisse. Il étudie à l'Institut Impérial des Sourds-Muets de Paris dirigé par l'abbé Sicard.
Isaac-Etienne a créé une classe pour les sourds en mixte en 1822 à Genève puis il a été directeur de la première école des sourds du canton de Genève de 1836 à 1867.
Isaac-Etienne est décédé le 31 mai 1871 à Genève.